# Свети Никола (Долно Гюгянци)
Вижте пояснителната страница за други значения на Свети Никола.
„Свети Никола“ (на македонска литературна норма: „Свети Никола“) е възрожденска православна църква в щипското село Долно Гюгянци, източната част на Република Македония. Част е от Брегалнишката епархия на Македонската православна църква – Охридска архиепископия.
Църквата е изградена в XIX век върху развалините на по-стар храм от XVI – XVII век. Иконите са от хаджи Коста Кръстев и други автори.